# Melchiorre Cesarotti

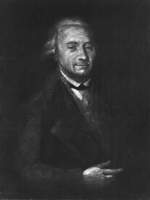
Melchiorre Cesarotti.

Melchiorre Cesarotti, född 15 maj 1730 i Padua, död 3 november 1808 i Selvazzano Dentro, var en italiensk poet och översättare. 
Cesarotti blev 1768 professor vid universitetet i Padua och utsågs 1779 till ständig sekreterare i akademin för konster och vetenskaper som då inrättades där. Genom sin mästerliga översättning av Ossians sånger (1763), utförd på "versi sciolti", gjorde han Ossian känd i Italien. Dessutom gjorde han tolkningar av Plutarchos biografier (1763–1772), Homeros Iliaden (1795) med flera klassiska verk. Bland hans självständiga arbeten är det förnämsta Saggio sulla filosofia delle lingue (1785), där han uppträdde till förmån för den språkliga utvecklingens frihet mot "Accademia della crusca". Hans samlade verk utkom i 40 band 1805–1813; Prose edite ed inedite utgavs av Guido Mazzoni 1882. En biografi om Cesarotti skrevs av Giuseppe Barbieri.